# 灤河
灤河（らんが、簡体字: 滦河, 拼音: Luán hé）は、中華人民共和国の北部を流れる大きな河川のひとつ。華北では黄河と海河に次ぐ大きさの水系で、河北省と内モンゴル自治区に流域がまたがり、渤海へと流入する。
灤河は河北省北部の承德市に発する。市域内の巴彦古爾図山（簡体字: 巴彦古尔图山）北麓に源流があり、北へ流れて内モンゴル自治区のシリンゴル盟の南部（ドロンノール県）に入る。この上流部では灤河は閃電河と呼ばれ、周囲の草原地帯はかつて遊牧国家が活動し元の上都があった地である。ここで北から東南へと向きを変え、河北省の東北部に入り、その後は河北省東部を一直線に貫いて渤海へ出る。全長は885km、流域面積は4万4,600平方kmに達し、そのほとんどは河北省に属する。灤河の主な支流には武烈河、青龍河などがあり、灤河の峡谷が万里の長城および燕山山脈を貫くところは喜峰口と呼ばれる隘路となっている。上流・中流域の大きな街は承徳市のみである。
灤河上流の内モンゴル高原の部分では流れが緩やかで河床は広く浅い。中流では燕山山脈に入るため流れは急になり、下流は河北省東部の冀東平原に入るためまた流れが緩慢になる。河道には土砂の堆積が多く、水運は承徳より下流で小さな舟が通れるくらいである。清朝の時代、奉天へ参拝に向かう皇帝らは途中で承徳の避暑山荘に立ち寄った後、避暑山荘から武烈河を大型船で下り灤河本流に入り、さらに別の支流・瀑河に入って東の遼寧省方面へと抜けていた。しかし植生や森林の破壊が進んだ20世紀後半以降、灤河の水量は激減したため、清朝の頃のような大型船は航行できなくなっている。

## 水資源と環境

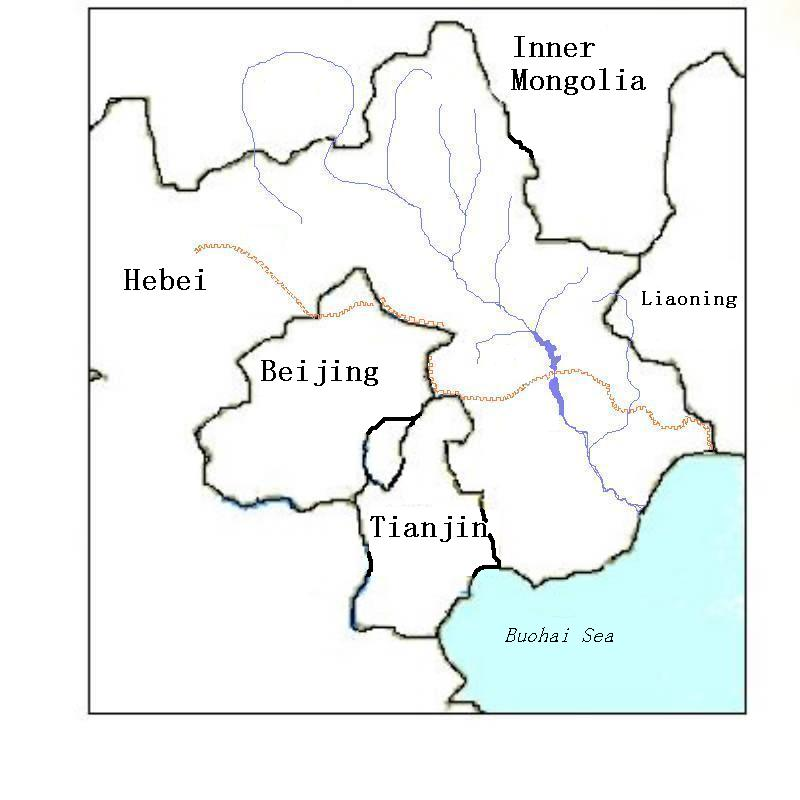
灤河の流域図

灤河の沿岸の風景はかつて秀麗さで知られ、6世紀初頭の北魏代、酈道元は『水経注』の中で「濡水」（灤河の古名）支流の「武烈水」の河畔にある「磬錘峰」（けいすいほう）という奇岩について言及している（磬錘峰は棒状にそびえたつ岩山で、現在でも承徳のランドマークである）。かつて熱河省と呼ばれた灤河上流・中流域は、清朝の時代には皇帝に属する禁区として立ち入り禁止の部分が多く、結果的に森は守られ、川の両岸の山には高い松の大木がそびえていた。しかし中華民国成立後は開拓民が多く入りこみ、木々は減り植生は破壊され、様々な軍閥や日本軍による伐採も追い打ちをかけた。現在では避暑山荘の内部以外で大木を見ることはほとんどなく、荒れた山には灌木が茂っている。
灤河の中流より上では都市らしい都市は承徳しかないが、承徳は工業の発達した町ではなく、流域の農業も灌漑に頼らない山地型の農業である。このため工業用水や農業用水の需要も少なく、川の水量は比較的多く水質も比較的良い。燕山山脈を貫きながら唐山市の市域に入ると、遷西県付近に大黒汀ダムがあり、さらに瀑河と本流の合流点には潘家口ダムがある。1980年代前半、河北省西部の海河水系では下流で水がなくなり断流するなど深刻な水不足が起こっていたが、この解消のために灤河水系から天津市まで水を引く大事業（引灤入津工程）が行われた。1983年には大黒汀ダムと潘家口ダムから天津市および唐山市への水路が完成した。現在では天津市北部の薊州区にある於橋ダムと北運河を経て天津へ水を運ぶルートができており、これが水不足の海河に頼れない天津市の主要水源になっている。
下流の平原地帯は鉱工業都市・唐山があり石炭採掘や製鉄・機械生産が盛んな一方、古くから農村地帯として品質の高いコメが生産されてきた。灤河流域でも経済発展に伴い、水不足と水質悪化が深刻な問題になりつつある。天津市は毎年、灤河の上流・中流の県や市や区などに財政的支援を行い、水源地の水質維持を助けている。